# Marklohe
Marklohe ist eine Gemeinde und zugleich Verwaltungssitz der Samtgemeinde Weser-Aue im Landkreis Nienburg/Weser in Niedersachsen. Das Dorf Marklohe hat den Charakter eines Haufendorfs.

## Geografie

### Geografische Lage
Die Gemeinde Marklohe liegt fünf Kilometer entfernt von Nienburg auf der gegenüberliegenden Seite der Weser und ungefähr in der Mitte zwischen Verden (Aller) und Minden. Damit liegt Marklohe in der Norddeutschen Tiefebene in der Mittelweserregion und befindet sich in der abgegrenzten Region des Mittleren Wesertals am östlichen Rand der Nienburg-Meppener Geest. Nach den Biogeographischen Regionen der Europäischen Union liegt Marklohe in der Atlantischen Region im küstennahen Nordwesteuropa. Die Höhe beträgt 25 m ü. NHN, dabei besteht ein erheblicher Höhenunterschied zwischen der Weser-Seite des Ortes und der Seite in Richtung Geest. Die Gemeinde liegt in der Metropolregion Hannover-Braunschweig-Göttingen-Wolfsburg.

### Gemeindegliederung
Zur Gemeinde Marklohe gehören neben Marklohe selbst außerdem die direkt angrenzenden Ortsteile Lemke und Wohlenhausen, Sudhalenbeck, Neulohe sowie der etwa 1,5 km entfernte Ortsteil Oyle.

### Klima
Die Klimaklassifikation nach Köppen und Geiger beschreibt das Klima der Region deutschlandtypisch mit Cfb (Seeklima).

### Nachbargemeinden
Die direkt angrenzenden Nachbargemeinden der Gemeinde Marklohe sind:
| Wietzen 8 km | Balge 7 km                                  | Drakenburg 9 km     |
|              | Kompassrose, die auf Nachbargemeinden zeigt | Nienburg/Weser 5 km |
|              | Binnen 6 km                                 |                     |

## Geschichte

### Frühzeit
Es gibt Vermutungen, dass Marklohe der zentrale Versammlungsort der vorchristlichen Altsachsen Marklo war und auch am Folkweg lag. Der ur- und frühgeschichtliche Siedlungsplatz Lemke mit einem Gräberfeld bestand bereits in der Jungsteinzeit um 2800 v. Chr. Ein Teil der fünf erhaltenen Grabhügel Marklohes ist möglicherweise in der Bronzezeit errichtet worden. Das heutige Marklohe befindet sich im Gebiet der Jastorf-Kultur. Nach den Sachsenkriegen Karls des Großen setzte auch hier die Christianisierung ein.

### Mittelalter

Übersichtskarte des mittelalterlichen Bistums Minden, in dem Lohe eines von elf Archidiakonen war.

Im mittelalterlichen Herzogtum Sachsen lag der Ort im Dervegau, einem Gau westlich der Weser, der nördlich am Largau und südlich am Lidbekegau grenzte. Lohe gehörte zur Zeit des Herzogtum Engerns dem dort befindlichen Bistum Minden an. Als Urpfarreien gelten im Dervegau die Kirchen in Twistringen, Schmalförden, Sulingen und Lohe, wobei diese das größte Kirchspiel von den vieren war. Über die Zeit wurden die Kirchen in Wietzen, Balge, Drakenburg, Binnen und Bühren bis zum Ende des Mittelalters von der Urpfarrei Lohe abgespalten. Ab dem 12. Jahrhundert findet man Nachrichten, die sich eindeutig auf Lohe beziehen. Lohe war im Bistum Minden eines von elf Archidiakonen, und die Begrenzung dessen umfasste weitgehend das alte Dervegau. Mit Bezug auf den Edelherr Ludolf von Lohe, der 1269 Cellarius in Verden war, vermutet Wilhelm von Hodenberg, dass der Stammsitz der Lohes im 13. Jahrhundert „im Kirchdorfe Lohe nordwestlich von Nienburg“ gelegen habe.
In Lohe befand sich auch ein bischöfliches Meiergut (Villikation). Der Bischof Gottfried von Waldeck verpfändete am 17. März 1314 seine Güter in Lohe an die Münchhausen. Obwohl es diesen untersagt wurde, die Güter an die Grafen von Hoya weiter zu verpfänden, befand sich in einer Erbfolgeregelung von Graf Johann II. von Hoya im Jahr 1372 auch Besitzungen in Lohe.

### Neuzeit

#### 15. bis 18. Jahrhundert
Mit dem Tod von Otto VIII. von Hoya 1582 wurde Lohe wie die gesamte Grafschaft Hoya Welfenterritorium im Herzogtum Braunschweig-Lüneburg Lohe gehörte seit dem 16. Jahrhundert dem Amt Nienburg an, das zur Wende des 15. zum 16. Jahrhundert aus den Ämtern in Drakenburg und Liebenau hervorging. Innerhalb des Amts war Lohe eine Vogtei, zu der Mehlbergen, Lemke, Wohlenhausen, Sudhalenbeck, Glissen und Lohe gehörten. Bevor die Weser durch die Errichtung von Deichen in ein festes Flussbett kam, gab es wahrscheinlich bei Lohe eine Furt, die es Hofbesitzern erlaubt hat, auch Land und Weideflächen auf dem anderen Weserufer zu bewirtschaften. Seit 1525 hatte Lohe mit Johannes Rümper bereits einen reformierten Geistlichen. Für 1586 ist zudem ein Gogericht belegt. Später wurde zudem ein Landgericht abgehalten. Zwischen 1530 und 1653 verdoppelte sich die Zahl der in Lohe ansässigen Hofbesitzer fast von 29 auf 52. Wie in Niedersachsen üblich wurde auch in Lohe Mitte des 17. Jahrhunderts überwiegend Roggen angebaut. Vermutlich wurde ab dem 18. Jahrhundert auch Tabak in Lohe angebaut. Den Zehnt hatten die Loher an die Münchhausen zu entrichten, vermutlich an deren schwarze Linie, die auch in Steyerberg ansässig war. Während des Dreißigjährigen Krieges wurde im Oktober 1624 eine halbe Kompanie Reiter auf Befehl des kaiserlichen Oberst Erwitte nach Lohe verlegt. Im Rahmen des Krieges hinterließ der Niedersächsisch-Dänische Krieg auch deutliche Spuren in Lohe. Im Jahre 1625 plünderten kaiserliche Truppen den Ort, 1627 setzten sie ihre Raubzüge und Überfälle im Dorf fort. Außerdem wütete die Pest in Lohe.
Nach Ende des Krieges erholte sich die Situation und 1673/74 waren wieder 59 Höfe besetzt, 1735 gab es bereits 71 Hofstellen. Im Siebenjährigen Krieg mussten die Loher Hofbesitzer im Jahr 1757 insgesamt 29 Pferde stellen. Es gab dazu mindestens drei Männer, die in den Kriegsdienst berufen wurden.
Im 17. Jahrhundert war Lohe bereits kein reines Bauerndorf mehr, da zwei Drittel der Hofbesitzer auf zusätzliche Verdienstmöglichkeiten angewiesen waren. Dabei spielte der Hollandgang allerdings keine große Bedeutung für die Loher. Ab 1723 bestand in der Weserstraße eine Brücke über die Weser nach Nienburg. Um in die Stadt zu kommen, mussten die Einwohner 12 Kilometer zurücklegen. 1775 gab es bereits längere Zeit einen Höckerhandel. Ende des 18. Jahrhunderts kam es zu zwei Großbränden in Lohe. Am 5. September 1766 wurden dadurch 17 Wohnhäuser, sechs Scheunen, vier Backhäuser sowie eine Kate, ein Speicher, ein Brauhaus und die Schule zerstört. Das Gebiet umfasst die heutige Hoyaer Straße, Schulstraße und Schmiedebrink. Am 29. April 1775 kam es erneut zum Großfeuer. Wieder waren Häuser an der Hoyaer Straße betroffen sowie Häuser auf beiden Seiten der Linnert. Noch heute tragen Häuser, die dort wieder aufgebaut werden mussten, Inschriften mit Verweis auf den Brand. Seit 1753 waren alle Loher Hofbesitzer gegen Feuer versichert. Auf eine Anregung von Gottfried Wilhelm Leibniz aus dem Jahre 1678 initiierte Georg Wilhelm Ebell am 27. März 1750 die Gründung einer Brand-Assecurations-Societät, aus der die heutige Versicherungsgruppe Hannover hervorging. Eine erste Feuerspritze wurde erst 1801 angeschafft. Mitte des 18. Jahrhunderts zählt Lohe ca. 450 Einwohner. Durch die Heirat von Charlotte Johanne von Püchler (1766–1801), die Lohe geerbt hatte, mit Georg Ernst Adam von Arenstorff (1748–1825) am 30. September 1790 ging das Gut Lohe in den Familienbesitz der Arenstorff über, die zuvor schon im Besitz von Oyle waren.

#### 19. Jahrhundert
Anfang des 19. Jahrhunderts gab es ein Schumacheramt im Dorf. Nachdem im Verlauf des Vierten Koalitionskrieges französische Truppen unter Édouard Adolphe Casimir Joseph Mortier, duc de Trévise im Namen von Napoleon Bonaparte 1803 in Kurhannover einzogen und Nienburg besetzten, musste auch Lohe Verpflegungs- und Einquartierungsverpflichtungen folgen. Der Loher Vollmeier Johann Friedrich Meyer kam am 19. Juli 1810 in der Weser ums Leben, als er Misshandlungen von Einquartierten entgehen wollte. Lohe gehörte ab dem 1. März 1810 kurzzeitig zum Königreich Westphalen, ab Dezember zum Arrondissement Nienburg im zum hanseatischen Departement gehörenden Département des Bouches-du-Weser des Französischen Kaiserreichs. Zur Geburt von Napoleons Sohn Napoleon Franz Bonaparte läuteten am 27. März 1811 die Loher Glocken. Aus der Besatzungszeit, die mit der Völkerschlacht bei Leipzig endete, sind etliche uneheliche Geburten aufgezeichnet, bei denen sowohl französische als auch preußische Väter genannt wurden. Lohe wurde entlang der 1810 gültigen Herrschaftsgrenzen wieder Teil des nunmehrigen Königreichs Hannover und fiel dort in die Landdrostei Hannover. Da die französischen Truppen bei ihrem Abzug in der Nacht vom 14. auf den 15. Oktober 1813 den mittleren Bogen der steinernen Weserbrücke, der nach Nienburg führte, sprengten, war auch der Zugang nach Nienburg für einige Monate erschwert. Die Brücke wurde am 22. April 1814 mit einem behelfsmäßigen Hängewerk wieder eröffnet.
Im Jahr 1816 hatte Lohe 547 Einwohner, 1836 waren es 758 und zum 1. Dezember 1880 lebten 667 Menschen in Lohe. Damit war Lohe zu diesem Zeitpunkt etwas bevölkerungsärmer als Lemke mit 901 Einwohnern und nur unweit größer als Oyle mit einer Bevölkerung von 536. Nach der Kreisverfassung gehörte Lohe ab dem 1. April 1885 zum Kreis Nienburg. Für die vielen Arbeitskräfte, die durch das starke Bevölkerungswachstum zur Verfügung standen, konnten nicht schnell genug Arbeitsplätze zur Verfügung gestellt werden. So suchten auch in Lohe einige Menschen ihr Glück in der Auswanderung in die USA. Im September 1846 beklagte das Dorf viele Ruhrkranke. Mit den Preußischen Annexionen 1866 wurde auch Lohe Teil von Preußen. Mit der preußischen Schiedsmannsordnung von 1879 gab es auch ein Schiedsamt in Marklohe. 1891 wurde nach dem Vorbild von Friedrich Wilhelm Raiffeisen, Hermann Schulze-Delitzsch und Wilhelm Haas mit der Spar- und Darlehnskasse in Lohe eine Genossenschaftsbank gegründet, die in die heutige Volksbank Niedersachsen-Mitte aufgegangen ist.
Im April 1893 kam es zu einem Waldbrand, bei dem 180 ha Tannen verbrannten. Ab 1895 gab es eine Personenkahnfähre über die Weser bei Weserkilometer 270, die bis zur Errichtung der Eisenbahnbrücke 1912 genutzt wurde. Die damalige Eisenbahnbrücke hatte auch einen Fußweg. Ende des 19. Jahrhunderts war ein großer Teil der Bevölkerung von Lohe im Industrie- und Dienstleistungssektor tätig und die Landwirtschaft war für viele nicht mehr Haupterwerbsquelle. Im 19. und 20. Jahrhundert gab es zudem drei Ziegeleien in Marklohe. Die damals noch vorhandene Heidelandschaft sowie große Teile des Brakenforsts sind heute verschwunden.

#### 20. Jahrhundert
Im Oktober 1910 grassierte die Maul- und Klauenseuche in Lohe. Ab 1912 gab es eine neue Weserbrücke, die den Weg nach Nienburg für die Loher um zwei Kilometer verkürzte, da diese nicht mehr über die Lange Straße mussten, um in die Stadt zu kommen. Im Ersten Weltkrieg kam es erneut zu Konfiszierungen von Pferden. Das Laufwasserkraftwerks der Staustufe Dörverden, das zur Versorgung des Hauptpumpwerks in Minden errichtet wurde und über eine direkte Stromleitung versorgt wurde, erzeugte mehr Strom als das Pumpwerk benötigte. Mit dem überschüssigen Strom wurde fortan auch der Landkreis Nienburg an die bestehenden Stromleitungen angeschlossen. Im August 1918 wurde der Anschluss von Lohe an das Stromnetz beschlossen und Stromlieferungsverträge mit der Stadt Nienburg abgeschlossen. Nach der Wahl zur Deutschen Nationalversammlung fanden am 19. Oktober 1919 die ersten demokratischen Wahlen zum Gemeindeausschuss in Marklohe statt, bei denen auch Frauen erstmals ein Stimmrecht hatten. Die deutsche Inflation traf auch Marklohe. Der Beitragsfuß für Steuern wurde im Juni 1921 auf 1200 %, im Juli 1922 auf 2400 % und im März 1923 auf 20.000 % angehoben. Auch die Weltwirtschaftskrise hinterließ ihre Spuren in Marklohe. Um die leeren Kassen zu füllen, wurde beispielsweise am 21. April 1931 eine Biersteuer in Höhe von 3,75 Mark je Fass beschlossen.
Die Machtergreifung Hitlers wurde von der Landwirtschaft allgemein begrüßt. Viele landwirtschaftliche Betriebe waren verschuldet und die Nationalsozialisten leiteten eine Entschuldung ein. Die Reichsregierung stellte Lohe 5000 Reichsmark zur Verfügung, um das Loher Moor zwischen dem Lemker Kirchweg und dem Nordfeld trockenzulegen und daraus Weideflächen zu machen. Der Ort erweiterte 1934 seinen ursprünglichen Namen von Lohe zu Marklohe. Am 21. Juni 1934 wurde die Dreschmaschinen-Genossenschaft Marklohe gegründet, die heute in die Raiffeisen-Warengenossenschaft Niedersachsen Mitte eG aufgegangen ist. Zu der Zeit gab es auch zwischenzeitlich eine Molkerei in Marklohe. In der territorialen Gliederung der Nationalsozialistische Deutsche Arbeiterpartei durch Gaue lag Marklohe im Gau Südhannover-Braunschweig. Mit dem Überfall auf Polen wurde der größte Teil der Bauern sowie Arbeitskräfte in der Landwirtschaft, aber auch Wallache eingezogen. Nach Marklohe kamen Kriegsgefangene aus Polen, Belgien, Frankreich und Russland und arbeiteten fortan auch in der hiesigen Landwirtschaft. Auch polnische und russische Mädchen, Frauen und teilweise ganze Familien waren auf den Höfen beschäftigt. In Marklohe selbst kam es zu keinen Kampfhandlungen. Weder gab es besondere Schäden an Gebäuden, noch Verluste an Menschen. Lediglich in der Marsch gab es Bombentrichter. Mit der Übergabe der Stadt Nienburg an die British Army am 9. April 1945 endeten die Kampfhandlungen in der Region einen Monat vor der Kapitulation der Wehrmacht.
Nach dem Zweiten Weltkrieg lag Marklohe in der britischen Besatzungszone im Land Hannover und mit Gründung ab 1. November 1946 im Land Niedersachsen. Nach dem Einmarsch der Engländer verließen die Zwangsarbeiter Marklohe. Dafür kamen ausgebombte Hannoveraner, Rheinländer aus dem Kreis Jülich und Ostflüchtlinge ins Dorf. Viele der Flüchtlinge kamen aus dem niederschlesischen Dorf Probsthain (heute Proboszczów), das in der Gmina Pielgrzymka liegt. Unter den Flüchtlingen war auch der Maler Artur Ressel. Mit den Flüchtlingen wuchs die Gemeinde auf 1300 Einwohner. Mit ihnen kamen auch viele Katholiken in die bisher rein evangelische Gemeinde, was für Spannungen sorgte. Die Vertriebenen gründeten 1948 mit dem Bund der Vertriebenen – Ortsgruppe Marklohe einen Vertriebenenverband, der einige Jahrzehnte bestand. Beim Rückzug der deutschen Truppen sprengten diese 1945 die Weserbrücke. Als Ersatz dienten fortan zwei Pontonbrücken. Die nach dem Zweiten Weltkrieg errichtete Eisenbahnbrücke hatte keinen Fußweg mehr. Da die Zugtaktung bekannt war und nur wenige Züge fuhren, wurde diese auch dazu genutzt, Vieh über die Brücke zu treiben. Das Weserhochwasser 1946 erschwerte das Leben der Dorfbewohner im März zudem. Noch bis in die 1950er Jahre war Marklohe stark ländlich geprägt und hatte noch einen Schäfer. Auch einige Zeit nach dem Ende des Krieges gab es noch eine Annahmestelle für Wolle in Lemke. Seit 1953 veranstaltet der Schützenverein zur herbstlichen Erntezeit wieder ein Erntefest.  Im Juli 1954 wurde die Wasch- und Kalthaus-Genossenschaft eG gegründet.
Das Julihochwasser 1956 brachte für die Markloher Landwirtschaft verheerende Schäden. Am 12. April 1960 übernahm die Gemeinde Marklohe die Patenschaft für Probsthain und am 1. August 1966 wurde auf dem Markloher Friedhof ein Findling als Gedenkstein mit der Inschrift Probsthain aufgestellt. 1964 wurden die Standesämter von Buchhorst, Marklohe und Oyle zu einem Standesamt mit Sitz in Marklohe zusammengeführt. Am 5. August 1967 wurde die Samtgemeinde Marklohe gegründet. Marklohe nahm mehrmals am Wettbewerb Unser Dorf soll schöner werden teil. Dabei erreichte es im Kreiswettbewerb 1969 und 1980 den ersten Platz sowie 1970 und 1988 den dritten Platz. Beim Bezirkswettbewerb wurden 1971 der erste und 1980 der zweite Platz erreicht.  Sein heutiges Wappen erhielt Marklohe am 3. Mai 1973 vom ortsansässigen Maler Friedrich Kampe. Das Wappen zeigt oben auf einem silbernen Hintergrund zwei schwarze gekreuzte Giebelbretter mit Pferdeköpfen, wie sie als Giebelsitzer häufig auf niedersächsischen Bauernhäusern zu finden sind. Im unteren Bereich befindet sich auf grünem Grund ein goldener Findling, der mit einem schwarzen Kreuz, über dem ein schwarzes, nach rechts oben gerichtetes Schwert liegt, belegt ist. Diese symbolisieren die alte Thingstätte Marklo, das Auftreten des Missionars Lebuin, das Archidiakonat und die weltliche Macht, die in Marklohe durch Gogericht und Landgericht für große Landesteile zuständig waren. Am 1. März 1974 wurden die Gemeinden Lemke, Oyle und Wohlenhausen eingegliedert. Am 23. März 1983 schloss die Gemeinde Marklohe mit der 3. Batterie des Flugabwehrraketenbataillons 35 einen Patenschaftsvertrag ab. Die im Zwei-plus-Vier-Vertrag festgeschriebenen Reduzierung der Truppenstärke sorgte für die Auflösung des Flugabwehrraketenbataillons 35 zum 31. Dezember 1992. Die Patenschaft wurde am 27. März 1993 im Rahmen eines Familientages in der Stellung Wohlenhausen aufgelöst. Bis zum 30. Juni 1993, vor der Einführung des fünstellingen Postleitzahlsystems, hatte Marklohe die Postleitzahl 3072, seitdem ist es die 31608.
Zum 1. November 2021 fusionierte die Samtgemeinde Marklohe mit der Samtgemeinde Liebenau zur Samtgemeinde Weser-Aue.

## Bevölkerung

### Einwohnerentwicklung und Altersstruktur der Gemeinde Marklohe
| Jahr  | Einwohner | Männlich | Weiblich |
| ----- | --------- | -------- | -------- |
| 1950¹ | 1.383     |          |          |
| 1953² | 1.323     |          |          |
| 1956³ | 1.252     | 0612     | 0640     |
| 1961⁴ | 1.249     | 0619     | 0630     |
| 1970⁵ | 1.520     | 0686     | 0834     |
| 1974² | 3.596     |          |          |
| 1975² | 3.600     | 1.686    | 1.914    |
| 1976² | 3.610     | 1.695    | 1.915    |
| 1977² | 3.602     | 1.697    | 1.905    |
| 1978² | 3.615     | 1.690    | 1.925    |
| 1979² | 3.667     | 1.738    | 1.929    |
| 1980² | 3.664     | 1.729    | 1.935    |
| 1981² | 3.706     | 1.754    | 1.952    |
| 1982² | 3.749     | 1.776    | 1.973    |
| 1983² | 3.782     | 1.781    | 2.001    |
| 1984² | 3.791     | 1.793    | 1.998    |
| 1985² | 3.795     | 1.788    | 2.007    |
| 1986² | 3.811     | 1.811    | 2.000    |
| 1987² | 3.893     | 1.869    | 2.024    |
| 1988² | 3.942     | 1.918    | 2.024    |
| 1989² | 3.962     | 1.938    | 2.024    |
| 1990² | 4.041     | 1.982    | 2.059    |
| 1991² | 4.097     | 2.005    | 2.092    |
| 1992² | 4.192     | 2.062    | 2.130    |
| 1993² | 4.177     | 2.044    | 2.133    |
| 1994² | 4.263     | 2.083    | 2.180    |
| 1995² | 4.245     | 2.070    | 2.175    |
| 1996² | 4.170     | 2.028    | 2.142    |
| 1997² | 4.271     | 2.083    | 2.188    |
| 1998² | 4.409     | 2.162    | 2.247    |
| 1999² | 4.418     | 2.156    | 2.262    |
| 2000² | 4.465     | 2.188    | 2.277    |
| 2001² | 4.508     | 2.212    | 2.296    |
| 2002² | 4.510     | 2.204    | 2.306    |
| 2003² | 4.452     | 2.172    | 2.280    |
| 2004² | 4.471     | 2.180    | 2.291    |
| 2005² | 4.491     | 2.206    | 2.285    |
| 2006² | 4.476     | 2.198    | 2.278    |
| 2007² | 4.455     | 2.172    | 2.283    |
| 2008² | 4.434     | 2.150    | 2.284    |
| 2009² | 4.413     | 2.144    | 2.269    |
| 2010² | 4.440     | 2.164    | 2.276    |
| 2011² | 4.427     | 2.168    | 2.259    |
| 2012² | 4.449     | 2.167    | 2.282    |
| 2013² | 4.446     | 2.173    | 2.273    |
| 2014² | 4.451     | 2.170    | 2.281    |
| 2015² | 4.432     | 2.169    | 2.263    |
| 2016² | 4.451     | 2.204    | 2.247    |
| 2017² | 4.527     | 2.238    | 2.289    |
| 2018² | 4.577     | 2.257    | 2.320    |
| 2019² | 4.607     | 2.277    | 2.330    |
| 2020² | 4.622     | 2.276    | 2.346    |
| 2021² | 4.653     | 2.293    | 2.360    |
| 2022² | 4.731     | 2.301    | 2.430    |
| 2023² | 4.771     | 2.317    | 2.454    |

¹ 13. September
² jeweils zum 31. Dezember
³ 25. September
⁴ 6. Juni
⁵ 27. Mai
Die folgende Übersicht zeigt die Altersstruktur vom 15. Mai 2022 (Hauptwohnsitze).
| Alter von – bis | Einwohnerzahl | Anteil in Prozent |
| --------------- | ------------- | ----------------- |
| 0 – 9           | 457           | 10,1              |
| 10 – 19         | 431           | 9,5               |
| 20 – 29         | 437           | 9,7               |
| 30 – 39         | 508           | 11,2              |
| 40 – 49         | 494           | 10,9              |
| 50 – 59         | 763           | 16,9              |
| 60 – 69         | 644           | 14,2              |
| 70 – 79         | 447           | 9,9               |
| über 80         | 345           | 7,6               |
| Gesamt          | 4.523         | 100,0             |

### Religionen und Weltanschauungen
Die Kirchengemeinde Marklohe gehört zum Kirchenkreis Nienburg im Sprengel Hannover der Evangelisch-lutherischen Landeskirche Hannovers. Auf der katholischen Seite liegt Marklohe in der römisch-katholischen Diözese des Bistums Hildesheim.

## Politik

### Gemeinderat
Der Gemeinderat aus Marklohe setzt sich aus 15 Ratsfrauen und Ratsherren zusammen. Die Ratsmitglieder werden durch eine Kommunalwahl für jeweils fünf Jahre gewählt.
Bei der letzten Kommunalwahl 2021 ergab sich folgende Sitzverteilung:
- SPD: vier Sitze (−2)
- CDU: fünf Sitze (−1)
- GRÜNE: drei Sitze (+1)
- FWG: zwei Sitze (+1)

### Bürgermeister
Cord Kirchmann (CDU) wurde am 9. November 2021 einstimmig vom Gemeinderat zum Bürgermeister der Gemeinde Marklohe gewählt.

### Interessensverbände
Ende 1917 entstand der Ortsverein Lohe des Reichsbundes. Unter dem Druck des Naziregimes musste dieser im April 1933 aufgelöst werden. Zwei Jahre nach Ende des Zweiten Weltkrieges wurde der Reichsbund in Marklohe wieder gegründet. Er besteht weiter als SoVD-Ortsverband Marklohe-Holte.

## Kultur und Sehenswürdigkeiten

### Theater
In Marklohe gibt es ein plattdeutsches Freiluft-Theater, das vom Laienspieler-Verein Heimatspiele Marklohe e. V. ehrenamtlich betrieben wird. Der Verein hat seinen Ursprung in der Jugendbewegung. 1922 wurde der Jugendbund Lohe gegründet, der vornehmlich aus dem Jungmädchenbund hervorging. Im Winter 1922/23 fanden die ersten Aufführungen der Schauspielgruppe des Jugendbundes statt. 1932 entstand die Freilichtbühne Lohe. Mit der Umbenennung des Dorfes 1934 entstand auch der Name Heimatspiele Marklohe.  Das plattdeutsche Amateurtheater besteht seit 1937. Eine prägende Figur war der niederdeutsche Autor Friedrich Lange, dessen Stücke mehrfach aufgeführt wurden. Seit 1954 steht die Freilichtbühne unter Landschaftsschutz. Es war das erste Landschaftsschutzgebiet im Landkreis Nienburg/Weser. Den Höhepunkt der Besucherzahlen erreichten die Heimatspiele Ende der 1950er und Anfang der 1960er Jahre, als bis zu 30.000 Zuschauer pro Saison die Stücke verfolgten. Auch im Winter gibt es Theateraufführungen. Gespielt wird in Gasthäusern und im Theater auf dem Hornwerk in Nienburg (Weser).

### Musik
Im Oyler Wald wurde 1831 der Bund der Vereinigten Norddeutschen Liedertafeln gegründet, aus dem der Chorverband Niedersachsen-Bremen hervorgegangen ist. Im Wald wird mit einer Gedenktafel daran erinnert. Im Ort wird seit 2016 unter dem Namen „Straße der Lieder“ an zehn Liedstationen angeregt, deutsche Volkslieder zu singen. Im Jahr 1843 wurde ein Posaunenchor gegründet. Mindestens seit 1900 ist ein weiterer Chor belegt, der später wieder aufgelöst wurde. Er gehörte dem damaligen Sängerbund „Linkes Weserufer“ an.

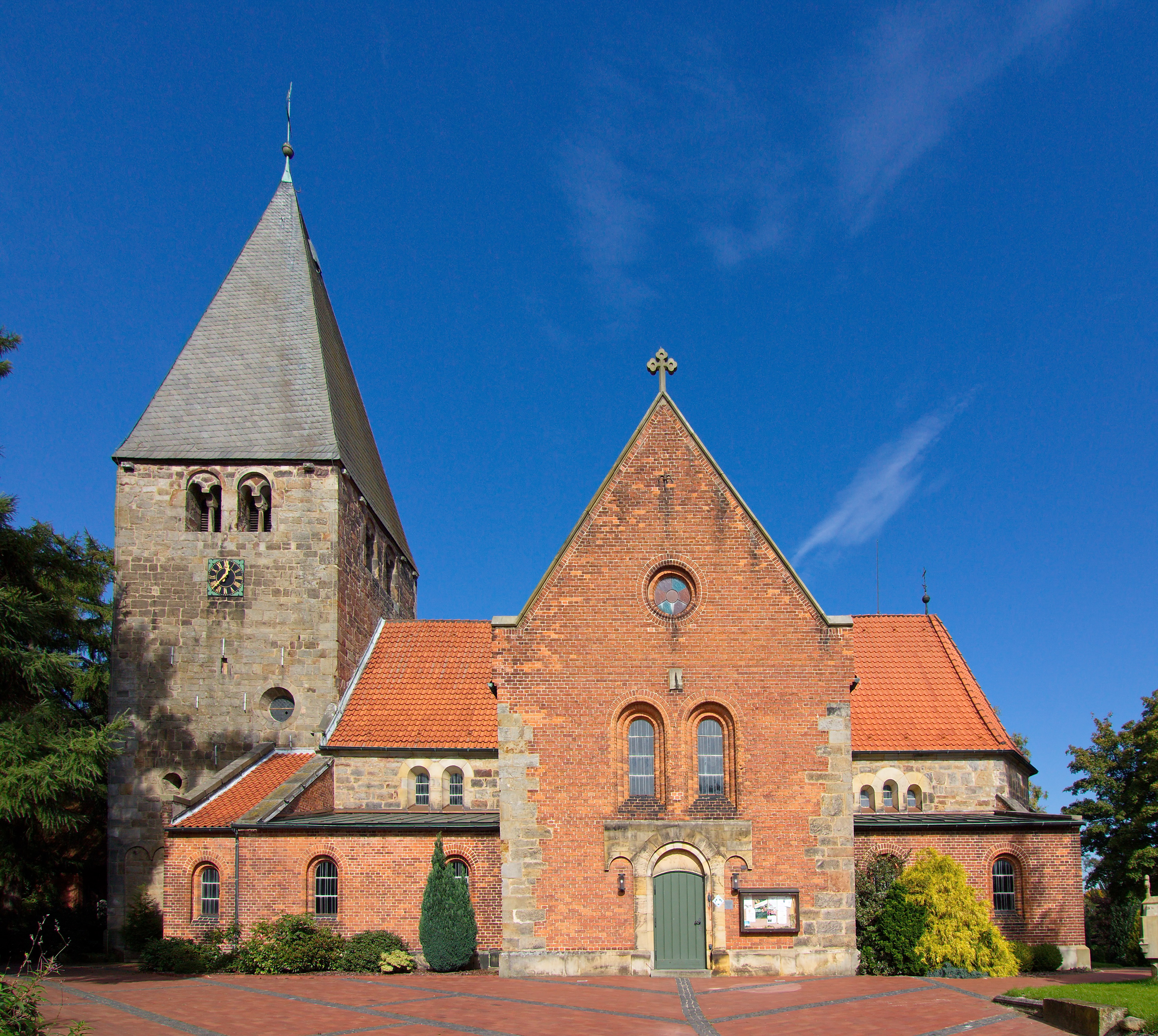
St. Clemens Romanus Kirche

### Bauwerke
Die Kirche St. Clemens Romanus in Marklohe wurde im 12. Jahrhundert auf dem Grundriss eines griechischen Kreuzes errichtet. Bei einer Erweiterung wurden 1860 Teile der Fassaden im romanischen Stil neu gestaltet. Die Kirche besitzt gut erhaltene, um 1500 entstandene Chor-Ausmalungen und einen Schnitzaltar.

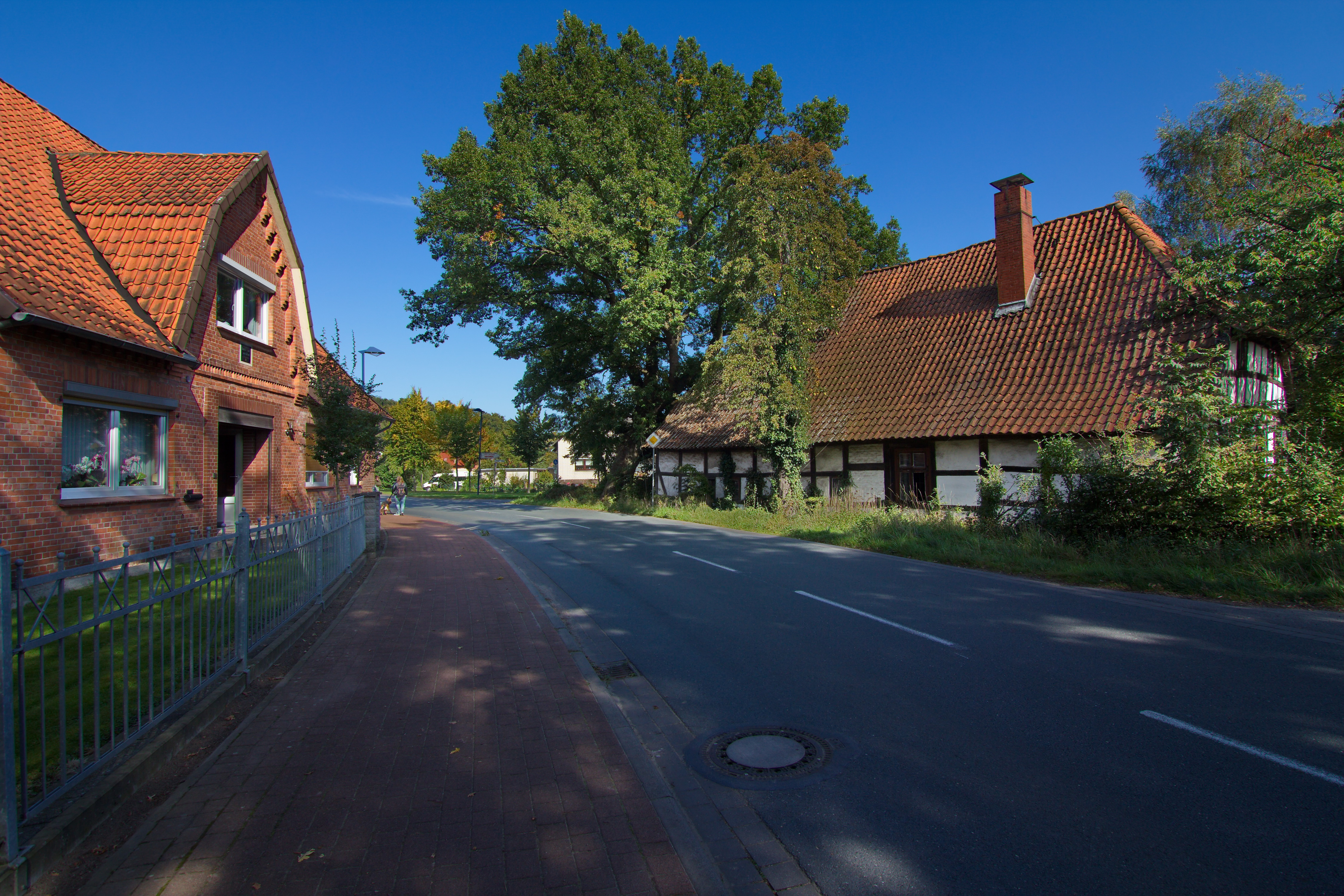
Ortsblick
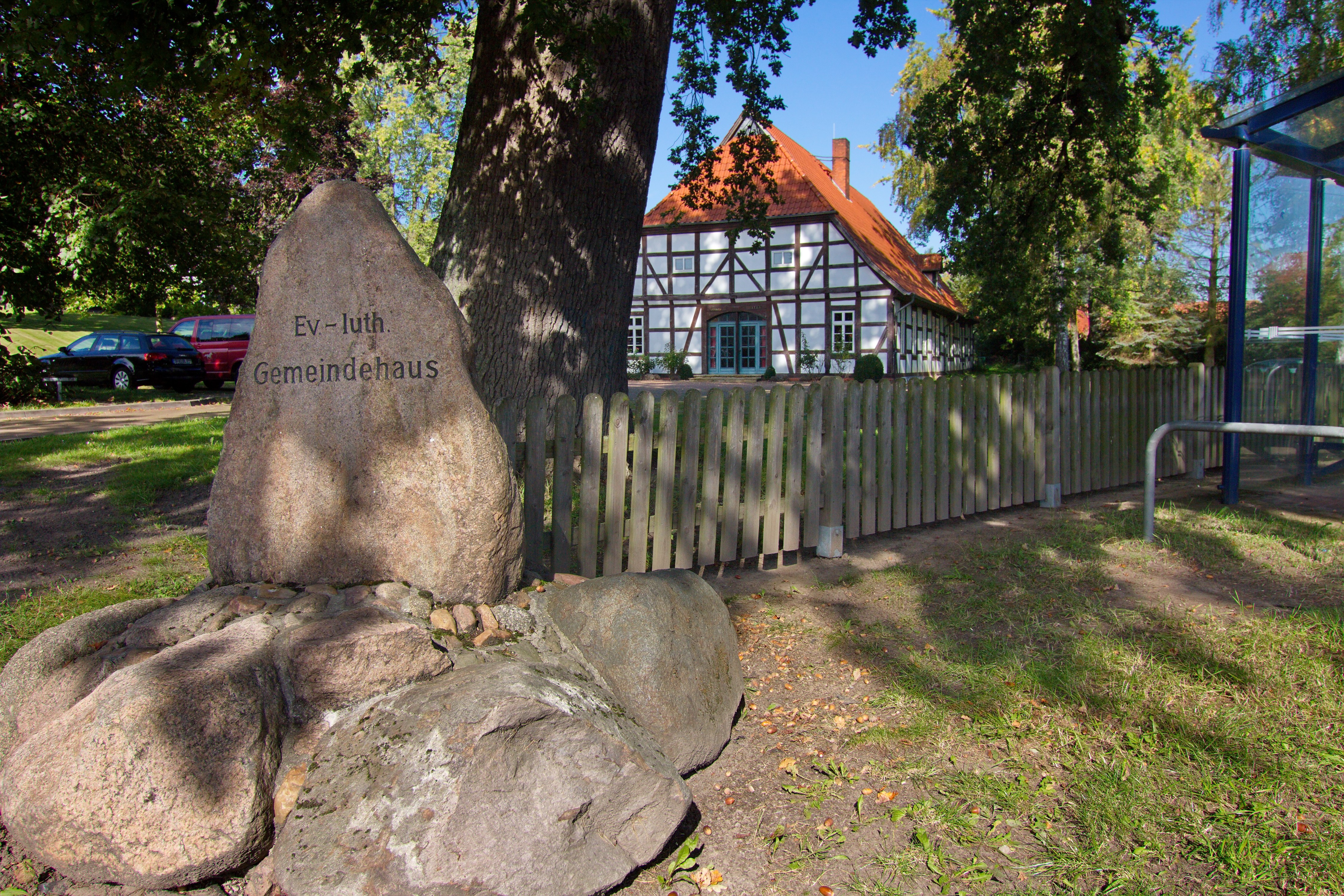
Ehemaliges Pfarrhaus von 1764
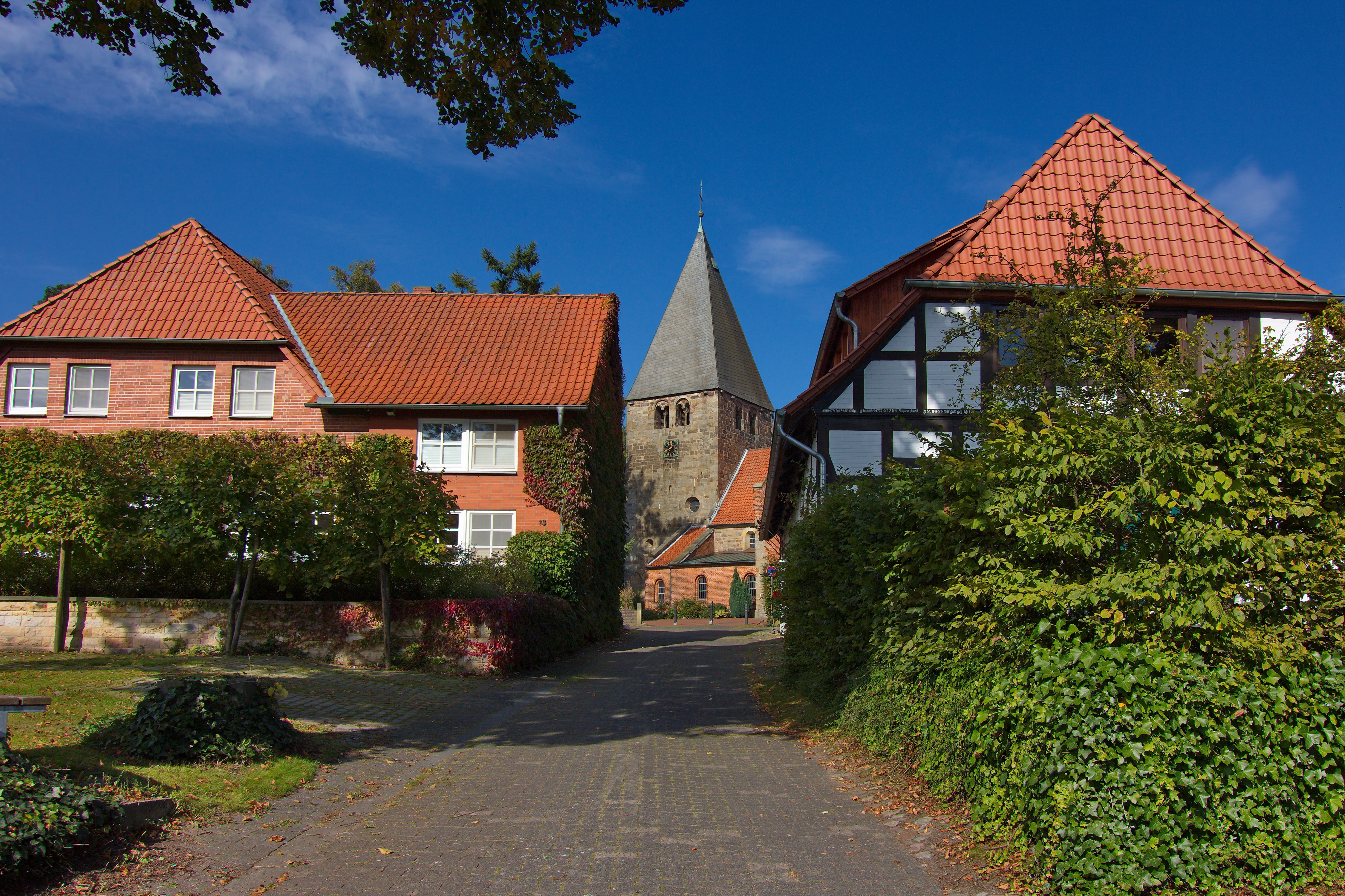
Ortsblick auf die Kirche
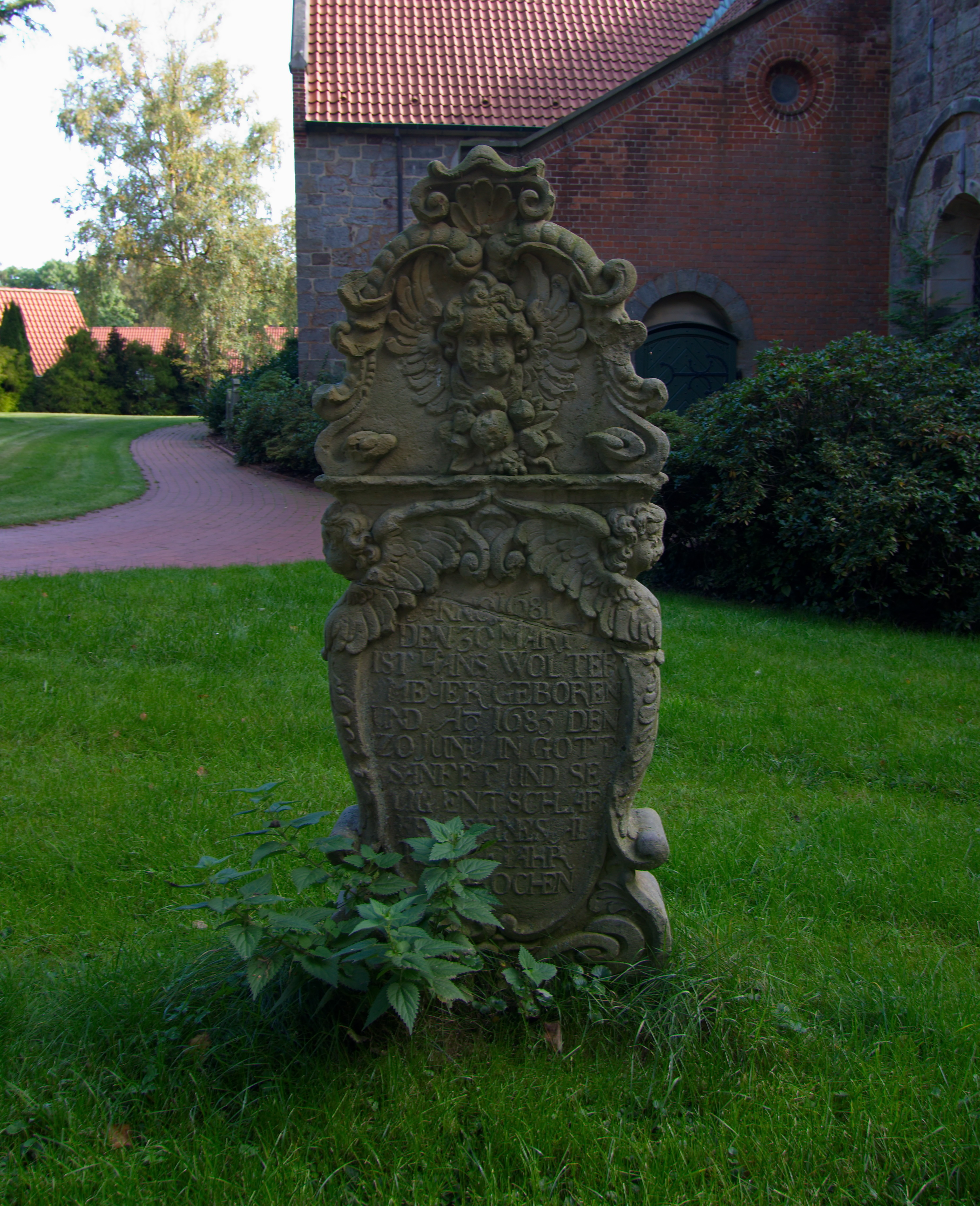
Grabstein von 1685

### Brauchtum
Mindestens seit dem 17. Jahrhundert ist ein Loher Jahrmarkt belegt. Während in dieser Zeit unter anderem Höcker verkauft wurden, konnten die Loher im 19. Jahrhundert dort Schuhwerk, Spinnräder und Haushaltsgegenstände kaufen. Ende des 19. Jahrhunderts kam ein Viehmarkt dazu. Lange Zeit fand der Markt am Montag nach dem Clemenstag statt. Mittlerweile findet der Loher Markt als Herbstmarkt am ersten Wochenende des Novembers statt. In der ersten Hälfte des 20. Jahrhunderts kam es hier auch immer wieder zu Messerstechereien.

### Sport
In Lohe gab es durch den Jugendbund Lohe ab 1922 nachgewiesene sportliche Betätigungen. In den 1920er Jahren gab es zudem einen Turnverein und einen Mädchenturnerbund. Zu der Zeit war Faustball bei den Loher Jugendlichen sehr beliebt. 1929–1930 wurde am Goldberg ein Sportplatz mit Laufbahn und Sprunggrube hergerichtet, auf dem Leichtathletikwettkämpfe der umliegenden Schulen stattfanden. Nach dem Zweiten Weltkrieg gab es kurzfristig einen Turn- und Sportverein, der 1952 wieder aufgelöst wurde.
Mit dem Sportclub Marklohe 63 e. V., dem Turn- und Sportverein Lemke von 1928 e. V. und der Jugendgemeinschaft Oyle e. V. von 1953 bestehen drei Sportvereine in der Gemeinde Marklohe. Nach Gründung des SC Marklohe am 25. Juli 1963 stieg dieser 1968 in die 2. Kreisklasse und 1971 in die 1. Kreisklasse auf. 1974 wurde Marklohe erstmals Kreismeister und stieg in den Bezirk Hannover auf. Seit dem ersten Abstieg 2004 hat sich der SC Marklohe zu einer Fahrstuhlmannschaft entwickelt und pendelt zwischen Kreisliga und Bezirksklasse. Die Fußballspieler Patrick Osterhage und Lotta Cordes spielten in ihrer Jugend für den SC Marklohe 63. Im Tischtennis spielen sowohl die Herren als auch die Damen in der Oberliga Nord-West. Ein Schützenverein besteht seit 1876. Dieser wurde im Jahr 1969 in das Vereinsregister als e. V. eingetragen. Im gleichen Jahr wurde auch die Damenabteilung gegründet. Der Bau des Freibads Marklohe wurde 1957 vergeben.

### Natur
Mit der Lemker Marsch befindet sich ein 172 Hektar großes Naturschutzgebiet auch zum Teil in der Gemeinde Marklohe. Es liegt im Niederungsgebiet der Weser und reicht bis an den Geestrand bei Marklohe. In Marklohe befinden sich 7,03 ha Hainsimsen-Buchenwald (Luzulo-Fagenion). Mit einer Eiche auf dem Gelände der Kirchengemeinde und einem Mammutbaum befinden sich zwei Naturdenkmäler im Dorf. Am 29. März 1985 wurde die Ortsgruppe Marklohe der Vereinigung für Artenschutz, Vogelhaltung und Vogelzucht (AZ) gegründet, die zeitweise zu den größten Vereinen im Landesverband zählte. Heute ist sie die Ortsgruppe Nienburg.

### Landschaftsverband
Zur Pflege kultureller Einrichtungen wurde 1990 der Landschaftsverband Weser-Hunte als eingetragener Verein gegründet, dessen Mitglied die Hoya-Diepholzsche Landschaft ist, zu deren Wirkungsbereich auch Marklohe gehört.

## Wirtschaft und Infrastruktur

### Verkehr

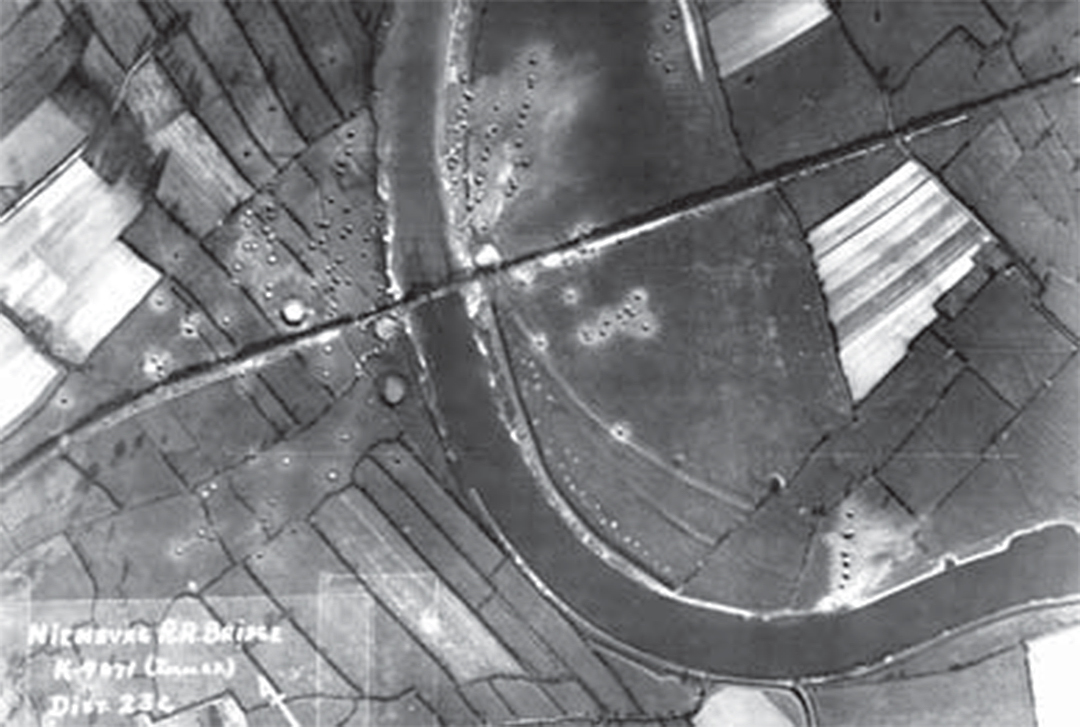
Archivfoto der zerstörten Eisenbahnbrücke über die Weser, 1945

Die Gemeinde liegt direkt an der Bundesstraße 214, die von Nienburg/Weser nach Sulingen führt und an der Bundesstraße 6 von Nienburg nach Bremen. Marklohe wird von der Regio-Linie 20 (Nienburg – Hoya) und den Lokal-Linien 21 (Nienburg – Wietzen ( - Holte / Harbergen)) und 22 (Marklohe – Sudhalenbeck) des Verkehrsservice Landkreis Nienburg/Weser angefahren. Verkehrsträger ist die Verkehrsbetriebe Grafschaft Hoya. Historisch lag Marklohe an der Bremen-Mindener Landstraße.
Seit 1910 führt die Bahnstrecke Nienburg–Rahden und seit 1920 die Bahnstrecke Nienburg–Diepholz durch Marklohe. Für die Errichtung mussten die Bauern um 1900 Flächen bereitstellten. Um die Eisenbahn hochwasserfrei zu halten, wurde in der Marsch ein drei Meter hoher Damm errichtet. In den 1930er Jahren fuhren hier jeweils fünf Personenzüge am Tag nach Rahden und Sulingen. Während des Zweiten Weltkrieges fuhren täglich auch Güterzüge, beladen in der Munitionsfabrik Liebenau. Im Zweiten Weltkrieg wurde am 22. März 1945 die Markloher Eisenbahnbrücke, die über die Weser führte, von 17 Avro Lancaster Mk II des britischen RAF Bomber Command bombardiert und zerstört. Zuvor hatte bereits die US-amerikanische Eighth Air Force unwesentliche Beschädigungen am Gleiskörper ausgelöst. Noch bis in die 1970er Jahre stellte ein Blockwärter per Hand die Weichen. Mit der Inbetriebnahme des zentralen Stellwerks in Nienburg entfiel die Aufgabe. Einen eigenen Bahnhof hatte Marklohe nie. Die nächstgelegenen Bahnhöfe befanden sich in Lemke und Mehlbergen.
Durch Marklohe verläuft der Weser-Radweg.

### Öffentliche Einrichtungen
- Für Sicherheit und Ordnung ist die Polizeiinspektion Nienburg/Schaumburg der Polizeidirektion Göttingen zuständig. Im Tagdienst ist eine Polizeistation in Marklohe eingerichtet.
- Der Brandschutz und die allgemeine Hilfe werden durch die örtlichen Freiwilligen Feuerwehren Lemke, Marklohe, Oyle und Wohlenhausen sichergestellt. In Lohe wurde 1902 eine Pflichtfeuerwehr gegründet. Nach dem Ersten Weltkrieg wurde eine neue Ortswehr von Freiwilligen gegründet und am 3. November 1935 die heutige Freiwillige Feuerwehr Marklohe. 1976 folgte die Jugendfeuerwehr.[96]

### Bildung
Es gibt Belege über das Vorhandensein einer Küsterschule in Lohe ab 1620. Für die Zeit davor liegen keine gesicherten Quellen vor, aber es gibt Indizien, dass die Küster bereits im 16. Jahrhundert in Lohe das Schulmeisteramt ausübten. 1627 brannte die Schule nach einem Überfall durch kaiserliche Truppen ab. Eine allgemeine Schulpflicht galt ab 1647 für Lohe.
In der Zeit des Nationalsozialismus befand sich in Marklohe eine der ersten vier Bezirksführerinnenschulen des Reichsarbeitsdienstes der weiblichen Jugend (RADwJ) im Deutschen Reich. Im Dezember 1936 fand erstmals auch eine Schulung im Arbeitsdienst statt. Sportreferentinnen wurden in Marklohe für Rassenpolitik „geschult“. Auch danach führte die Reichssachbearbeiterin dort u. a. eine rassenpolitische Arbeitsgemeinschaft durch.
In Marklohe befindet sich seit 2015 die Oberschule Marklohe. Dort können der Sekundarabschluss I – Hauptschulabschluss, Sekundarabschluss I – Realschulabschluss, der Erweiterte Sekundarabschluss I sowie der Hauptschulabschluss und der Abschluss der Förderschule im Förderschwerpunkt Lernen erworben werden. Zuvor waren bereits wechselnde Schulen im Gebäude der heutigen Oberschule, das in den 1970er Jahren gebaut wurde. Bis 2004 befand sich dort eine Orientierungsstufe und eine Hauptschule im Gebäude. Dass eine Hauptschule in Marklohe entstand, wurde 1965 bei einem Besuch des niedersächsischen Innenministers Otto Bennemann beschlossen. Nach der niedersächsischen Schulreform und Schließung aller Orientierungsstufen fanden von 2004 bis 2005 temporär ebenfalls Klassen der St.-Laurentius Realschule Liebenau ihre Heimat im Schulgebäude. Ab 2005 zog dann die Hauptschule nach Liebenau und in Marklohe wurde die Realschule am Berg ansässig, die bis 2015 bestand.
Im Bereich der Primarstufe gibt es die Grundschule Marklohe, die 1930 gebaut wurde. Auf dem Gelände der Schule befand sich in den 1950er Jahren auch eine Landwirtschaftliche Berufsschule und später nach der 1961 erfolgten Verlegung der Berufsschule nach Nienburg ein Kindergarten in einem eigenen Gebäude. Marklohe besitzt zudem einen öffentlichen Bücherschrank.

### Energie
In der Gemeinde befinden sich die beiden Windparks Marklohe-Binnen-Bühren und Marklohe-Mehlbergen. Die insgesamt 34 Windkraftanlagen können eine Gesamtleistung von 51,85 MW erzeugen.

### Wohlfahrt
Bereits in den 1920er Jahren gab es in Lohe den Vaterländischen Frauenverein. Aus ihm ging am 3. November 1948 der Ortsverein Marklohe des Deutschen Roten Kreuzes hervor, der bis Mitte der 2010er Jahre bestand. Heute bestehen noch die DRK-Sozialstation Liebenau/Marklohe und der Ortsverein Lemke-Oyle. Die Arbeiterwohlfahrt betreibt seit 1968 das Seniorenzentrum am Goldberg und seit 2021 das Seniorenzentrum Bremer Berg.

## Persönlichkeiten

### Söhne und Töchter der Gemeinde
- Hans Adolf von Arenstorff (1895–1952), Generalmajor und Rittergutsbesitzer
- Magdalene Thimme (1880–1951), Pädagogin und Gegnerin des Nationalsozialismus
- Wilhelm Thimme (1879–1966), Theologe und Hochschullehrer

### Persönlichkeiten, die mit der Gemeinde verbunden sind
- Wilhelm II. von Büschen, († 1402) Archidiakon in Lohe, später Bischof von Minden
- Erich Melchior Lunde (1672–1726), Pastor in Lohe
- Artur Ressel (1896–1966), Maler und Illustrator
- Hans-Otto Schneegluth (1932–2013), Gewerkschafter, Heimatforscher, Lokalchronist und Träger des Niedersächsischen Verdienstordens am Bande
- Katja Keul (* 1969), von 2009 bis 2025 Mitglied des Deutschen Bundestages mit einem Mandat für das Bündnis 90/Die Grünen
- Patrick Osterhage (* 2000), Fußballspieler